# Jürgen Vogel
Jürgen Peter Vogel, född 29 april 1968 i Hamburg i dåvarande Västtyskland, är en tysk skådespelare, som bland annat medverkat i filmerna Die Welle (2008) och Emmas lycka (2006).

## Filmografi (i urval)
- 1992 – Kleine Haie
- 1997 – Fröken Smillas känsla för snö
- 2001 – Emil och detektiverna
- 2003 – Kvinnorna på Rosenstrasse
- 2003 – Good Bye, Lenin!
- 2005 – Barfuss
- 2006 – Den fria viljan
- 2006 – Emmas lycka
- 2006 – Ein Freund von mir
- 2006 – Wo ist Fred?
- 2007 – Keinohrhasen
- 2008 – Die Welle